# Uadi Saf-Saf
Saf-Saf es un uadi del noreste de Argelia. Este uadi es el principal curso de agua de la cuenca epónima al este de la ciudad de Skikda, drenando una superficie de 1 158 km² .

## Etimología
Safsaf (صفصاف) en árabe significa literalmente "mimbrera", "sauce" y en  Marruecos, "álamo" o "temblón".

## Geografía
La cuenca hidrográfica del Saf-Saf, pertenece al centro de la cuenca costera del constantinés y se ubica entre la cuenca del uadi Guebli al oeste la del uadi el Kebir (no confundir con del uadi el-Kebir ubicado en el valiato de Jijel) al este. Está limitado al sur por Jebel El Hadjar y Jebel Oucheni, al este por el Jebel El Alia y Jebel Tangout, al oeste por el macizo de Collo y el Jebel Boukhallouf, y el mar Mediterráneo al norte.